# ソフィスタンス
SOPHISTANCE（ソフィスタンス）は、株式会社SDIが販売する化粧品ブランドである。

## 概要
ソフィスタンスは、スキンケアアイテムを取り扱うブランドである。
オフィシャルサイトに掲載された開発ストーリーによれば、様々な原料をもとに試作を重ねた結果、長期熟成したコメヌカ発酵液に強い整肌効果があることを見つけ、これを開発の主軸とした。加えて、日本の古文書に書かれていた古来の自然療法を参考に、独自の熟成法を開発。コメヌカに含まれる麹菌を発酵させるだけでなく、その発酵液を5年以上熟成させることに成功した。ソフィスタンスの化粧品には全てのアイテムにおいて、この独自の発酵液「美活菌発酵液」が使用されている。
現在のキャッチコピーは「日本の叡智×発酵の恵み」。全ての商品において動物由来成分は不使用、アレルギーテスト・スティンギングテスト（敏感肌用試験）を経て、自社基準に適合した処方のみを採用している。
製品は日本国内で製造され、オンラインのみで販売されている。
商品のパッケージデザインは、モデル・ファッションデザイナーの鈴木えみが監修している。鈴木えみは当初からの開発メンバーの一員であり、アドバイザーとして現在も商品開発に携わる。

## 商品名の由来
ソフィスタンスとは、古代ギリシャ語で叡智を意味するsophyと「立つ・視点」を意味するstanceを合わせた造語で、「叡智によって立ち上がる」という意味合いを込めている。

## スキンケア商品一覧（2021年10月時点）
保湿美容液3種
【プライマリーシリーズ】
ソフィスタンス スピリット（普通肌用）120ml
ソフィスタンス アドバンスト（混合肌用）120ml
ソフィスタンス フローレス（乾性肌用）120ml
【アクティブシリーズ】
ソフィスタンス クリア　90ml
乳液
ソフィスタンス グロウ 80g
保湿クリーム
ソフィスタンス ユナイト 50g
スペシャルケア
ソフィスタンス インテンシブ（アイクリーム） 15g
保湿美容液3種のトライアルセット
ソフィスタンス　トライアルセット20ml3本組（2020/3/31 終了）
スターターセット
スピリット スターターセット（普通肌・脂性肌用）
アドバンスト スターターセット（敏感肌用）
フローレス スターターセット（エイジングケア用）